# Svatý rok 2015
Svatý rok 2015 (Mimořádné jubileum milosrdenství či Rok Božího milosrdenství; lat. Iubilaeum Extraordinarium Misericordiae) je mimořádným Svatým rokem. Bylo katolické období modliteb, které probíhalo od 8. prosince 2015, slavnost Neposkvrněného početí Panny Marie, do 20. listopadu 2016, slavnost Ježíše Krista Krále. Podobně jako předchozí jubilea bylo církví vnímáno jako období odpuštění hříchů a všeobecného odpuštění, zaměřené zejména na Boží odpuštění a milosrdenství. Jednalo se o mimořádné jubileum, protože nebylo předem dlouho určeno; řádná jubilea se obvykle slaví každých 25 let. 

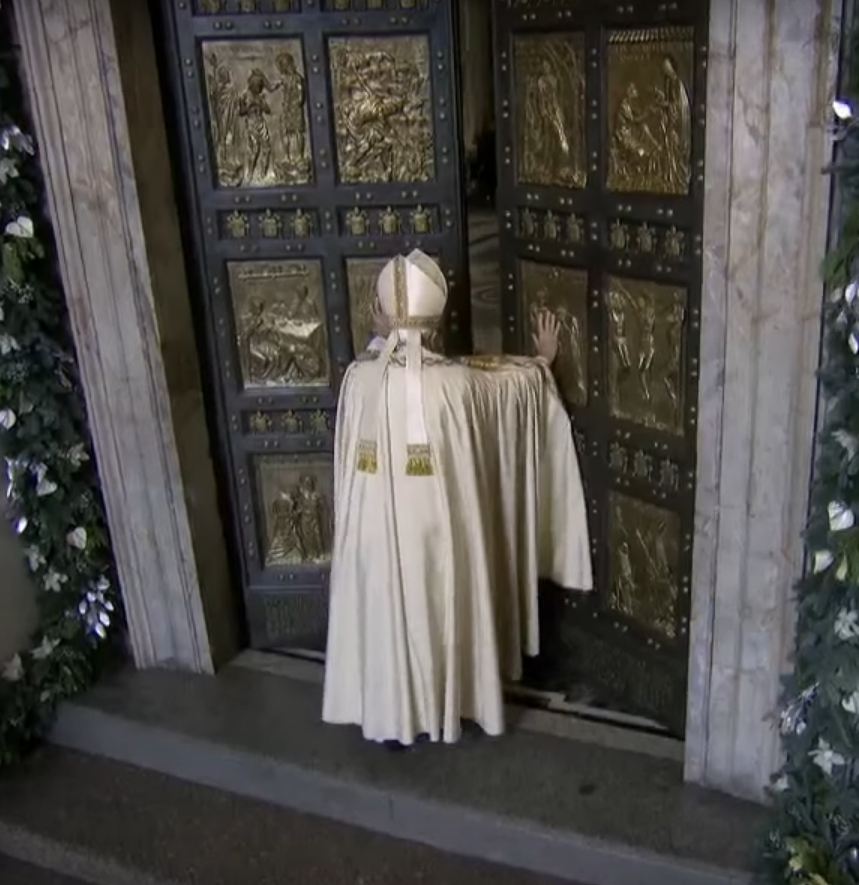
Papež otevírá Svatou bránu Svatopetrské baziliky v Římě při zahájení Svatého roku

Jubileum 2016 bylo poprvé vyhlášeno papežem Františkem 13. března 2015 v papežské indikační bule (formální oznámení či vyhlášení) z 11. dubna 2015 Misericordiae vultus (česky „Tvář milosrdenství“). Podle některých počítání se jedná o 27. svatý rok v historii, který následuje po řádném Jubileu 2000 za pontifikátu Jana Pavla II. Den zahájení byl zároveň 50. výročím ukončení Druhého vatikánského koncilu.
František si přál, aby se jubileum slavilo nejen v Římě, ale po celém světě; poprvé byly otevřeny „brány milosrdenství“ v diecézích, na poutních místech, v nemocnicích a ve věznicích. První svatou bránu otevřel papež František 29. listopadu 2015 ve Středoafrické republice v katedrále Notre-Dame v Bangui během cesty po východní Africe.
Jubileum oficiálně skončilo 20. listopadu 2016 uzavřením Svaté brány Svatopetrské baziliky, která byla otevřena od začátku Svatého roku v prosinci předchozího roku.

## Papežská bula
Jubileum milosrdenství bylo oficiálně vyhlášeno papežskou bulou Misericordiae vultus, vydanou 11. dubna 2015, která zdůrazňuje význam milosrdenství a potřebu „nazírat“ na něj; bula také připomíná potřebu větší otevřenosti církve a udržuje živého ducha Druhého vatikánského koncilu.
Otevřely se svaté brány hlavních římských bazilik (včetně Velké brány sv. Petra) a zvláštní „Brány milosrdenství“ se otevřely v katedrálách a dalších významných chrámech po celém světě. Otevření svatých bran u svatého Petra byli poprvé přítomni dva papežové, neboť i emeritní papež Benedikt se na pozvání papeže Františka zúčastnil.
Církev stanovila, že projitím těmito branami mohou věřící získat odpustky po splnění obvyklých podmínek: modlitby na papežův úmysl, zpovědi a odvrácení se od hříchu, a po přijetí eucharistie. Během postní doby toho roku měly být slouženy zvláštní 24hodinové kající bohoslužby a během roku měli být v každé diecézi k dispozici speciální kvalifikovaní a zkušení kněží, nazývaní „Misionáři milosrdenství“, kteří měli odpouštět i hříchy běžně vyhrazené Apoštolské penitenciárii Svatého stolce.
Papež František v bulle o otevření Svatých bran uvedl: „Svaté brány se stanou Branami milosrdenství, jimiž každý, kdo vstoupí, zakusí lásku Boha, který utěšuje, odpouští a vlévá naději“.

## Úlevy
Bylo oznámeno, že všichni kněží (během Jubilejního roku, který končil 20. listopadu 2016) budou moci ve svátosti smíření snímat cenzuru za potrat, která je mimo Severní Ameriku vyhrazena biskupům a některým kněžím, kteří jsou k tomu pověřeni svým biskupem.
Stejným dopisem papež František také povolil kněžím Společnosti svatého Pia X. platně udělovat rozhřešení, ačkoli za normálních okolností nemají k udělení této svátosti potřebnou jurisdikci.

## Logo a hymna

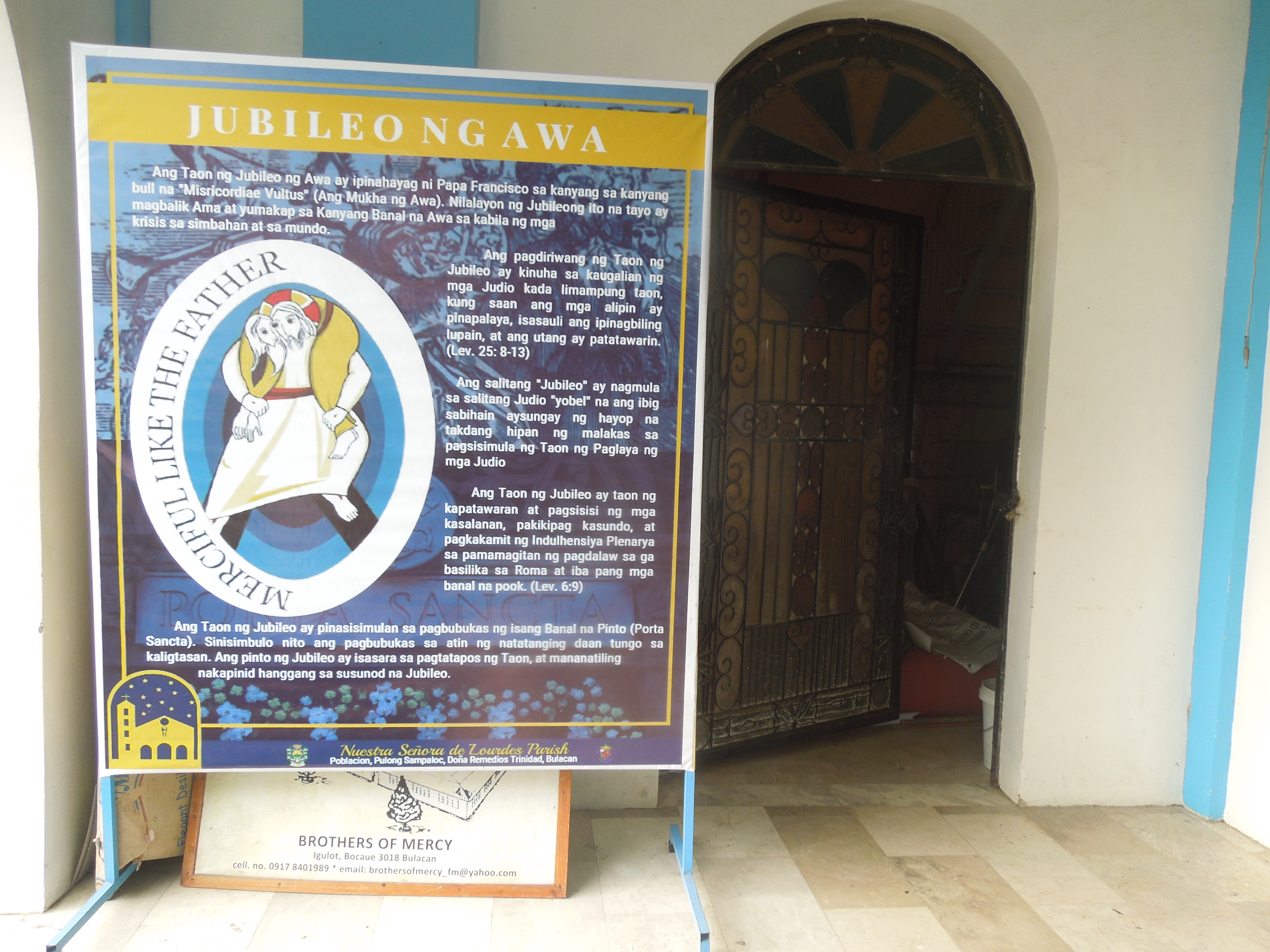
Logo Roku Božího milosrdenství u Svaté brány farního kostela P. Marie Lurdské v Doña Remedios, Trinidad

Oficiální logo, které navrhl otec Marko Rupnik, zobrazuje Ježíše, ztělesnění milosrdenství, jak nese na ramenou „ztraceného člověka“, čímž zdůrazňuje, jak hluboce se Spasitel dotýká lidstva; jeho oči splývají s očima neseného člověka. Pozadí vyplňují tři soustředné ovály, směrem ven jsou barvy světlejší, což znamená, že Ježíš vynáší člověka z temnoty hříchu. Na jedné straně se k obrazu připojuje také oficiální heslo: Misericordes Sicut Pater (Milosrdný jako Otec), odvozené z Lukášova evangelia – Lk 6, 36 (Kral, ČEP), které stojí jako výzva následovat Otcův příklad tím, že budeme milovat a odpouštět bez hranic.
Oficiální hymnu, jejíž většina veršů pochází z evangelií, prvního listu Korintským a žalmů, napsal jezuita Eugenio Costa, a původní hudbu složil Paul Inwood.

## Hlavní události
Byly naplánovány tyto hlavní události a dny oslav pro určité kategorie věřících:
- 29. listopadu 2015: otevření svaté brány v katedrále Notre-Dame v Bangui
- 8. prosince 2015: otevření svaté brány v bazilice svatého Petra
- 13. prosince 2015: otevření svatých bran v arcibazilice sv. Jana Lateránského, v bazilice svatého Pavla za hradbami a v mnoha katedrálách po celém světě
- 1. ledna 2016: otevření svaté brány v bazilice Santa Maria Maggiore
- 19. – 21. ledna 2016: Jubileum poutníků
- 2. února 2016: Jubileum zasvěceného života, zakončení „Roku zasvěceného života“
- 22. února 2016: Jubileum pro římskou kurii
- 4. – 5. března 2016: kající liturgie a výzva „24 hodin pro Pána“
- 20. března 2016: Květná neděle
- 3. dubna 2016: Jubileum pro všechny, kdo žijí spiritualitu milosrdenství
- 24. dubna 2016: Jubileum pro nově biřmované ve věku 13–16 let (starším mladým lidem je věnován Světový den mládeže v červenci[4])
- 27. – 29. května 2016: Jubileum pro jáhny
- 3. června 2016: Jubileum kněží
- 12. června 2016: Jubileum za nemocné a ty, kteří jim pomáhají
- 26. – 31. července 2016: Jubileum mladých a Světový den mládeže 2016 v Krakově, Polsko
- 4. září 2016: Jubileum pro dobrovolníky
- 25. září 2016: Jubileum pro katechety
- 8. – 9. října 2016: Mariánské jubileum
- 6. listopadu 2016: Jubileum vězňů; někteří vězni se měli zúčastnit oslav v bazilice svatého Petra[4]
- 11. – 13. listopadu 2016: Jubileum sociálně vyloučených[16]
- 13. listopadu 2016: Jubileum pro sociálně znevýhodněné ve Svatopetrské bazilice;[17] uzavření svatých bran všude kromě Svatopetrské baziliky
- 20. listopadu 2016: zavření svaté brány v bazilice svatého Petra

### Svaté brány v Česku

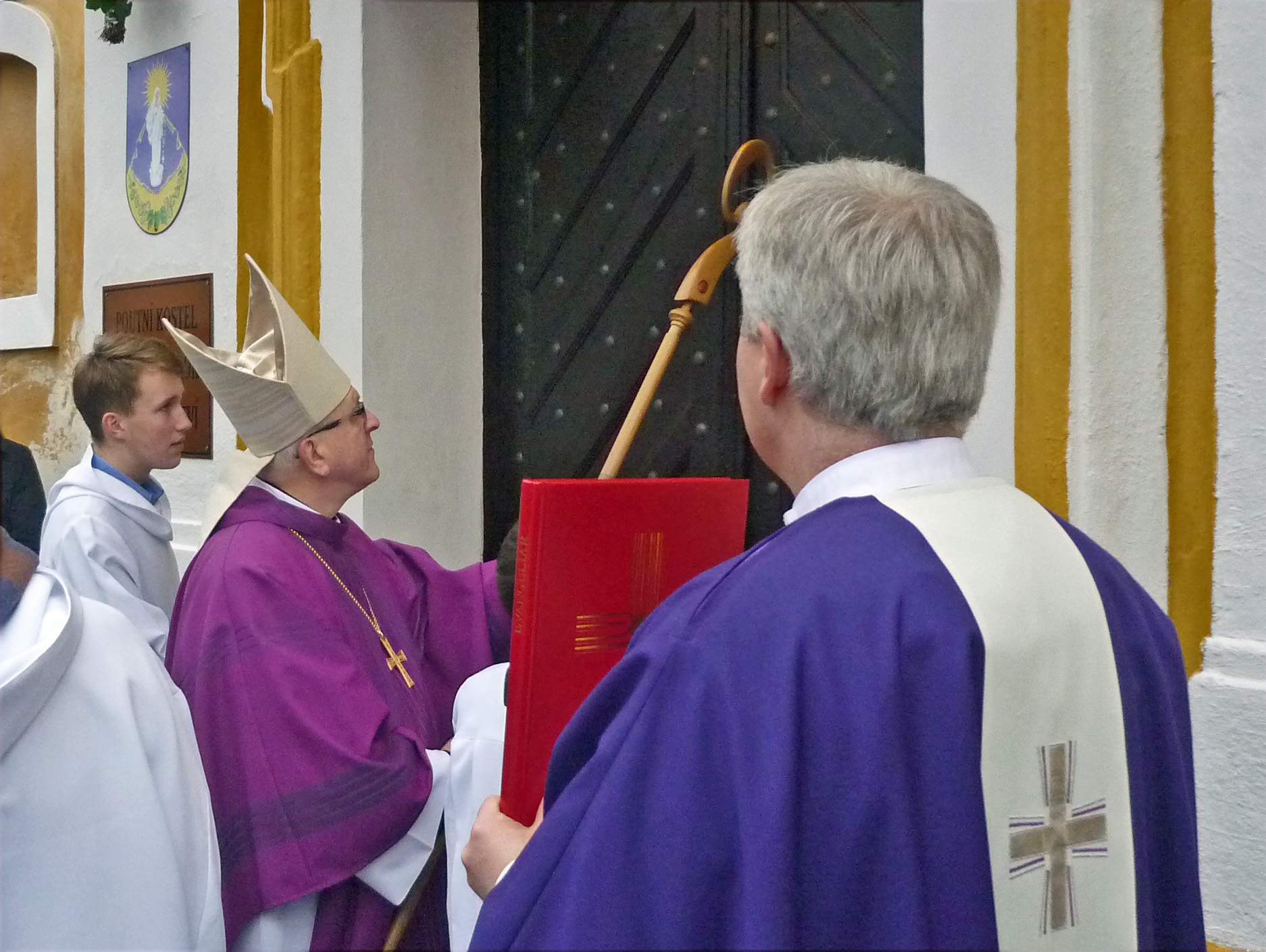
Otevření Svaté brány poutním kostele v Liběšicích u Žatce 20. prosince 2015 biskupem Janem Baxantem

Hlavní článek: Seznam svatých bran milosrdenství v Česku
Biskupové jednotlivých diecézí české a moravské církevní provincie určili ve svých diecézích kostely, které měly během Svatého roku Božího milosrdenství Svatou bránu a Česká biskupská konference zveřejnila jejich seznam.

## Misericordia et misera
Misericordia et misera je apoštolský list, jehož autorem je papež František a jehož vydání bylo naplánováno na 21. listopadu 2016 po skončení mimořádného Jubilea milosrdenství. Podepsal jej při veřejné ceremonii 20. listopadu a předal jeho kopie zástupcům vybraným jako reprezentanti univerzálního publika pro jeho poselství: Filipínský kardinál Luis Antonio Tagle z Manily, skotský arcibiskup Leo Cushley, dva misionářští kněží z Brazílie a Demokratické republiky Kongo, římský jáhen a jeho rodina, dvě řeholnice z Jižní Koreje a Mexika, tři generace jedné americké rodiny, snoubenci, řeholní instruktoři a dvě osoby zastupující postižené a nemocné.
Název dokumentu odkazuje na komentář svatého Augustina k Ježíši a ženě, která byla chycena při cizoložství, v Janově evangeliu. Poté, co Ježíš vyzve její žalobce a ti se stáhnou, Augustin říká, že zůstává jen misera et misericordia (bída a milosrdenství). Papež František tyto dva termíny, které Augustin použil, obrací.
Dokument byl zveřejněn na tiskové konferenci, kterou uspořádal Rino Fisichella, předseda Papežské rady pro novou evangelizaci.

## Ohlasy v médiích
Historik umění Ralf van Bühren řekl, že jubileum je vynikající příležitostí pro kulturní a uměleckou publicistiku, protože milosrdenství je důležitým tématem křesťanské ikonografie. Již od středověku povzbuzovala mnohá zobrazení v umění lidi k tomu, aby konali skutky milosrdenství, a pomáhala „posluchačům zkoumat milosrdenství v jejich vlastním životě“, jak Bühren vysvětluje na příkladu Caravaggiova obrazu v Neapoli. Jubilejní rok milosrdenství podle něj tímto způsobem „vyslal výzvu novinářům, multimediálním odborníkům a komunikátorům sociálních médií, aby informovali o skutečnostech, lidech, myšlenkách a evangelizaci s využitím křesťanského umění ke zkoumání dobročinnosti, odpuštění a milosrdenství“.